# Carves
Carves is een gemeente in het Franse departement Dordogne (regio Nouvelle-Aquitaine) en telt 104 inwoners (2016). De plaats maakt deel uit van het arrondissement Sarlat-la-Canéda.

## Geografie
De oppervlakte van Carves bedraagt 10,1 km². In 2016 woonden er nog 104 personen in Carves; de bevolkingsdichtheid is dus 10,3 inwoners per km².
De onderstaande kaart toont de ligging van Carves met de belangrijkste infrastructuur en aangrenzende gemeenten.

## Demografie
Carves is een typisch Frans landbouwdorp dat ondanks een bijzonder laag aantal inwoners (104) nog steeds een zelfstandig statuut heeft.
Opvallend: de helft van de inwoners is 60 jaar of ouder. In 2016 werden de laatste 2 nieuwe inwoners via geboorte verwelkomd.
Zoals in vele dorpen in de streek zijn meerdere eigendommen ondertussen opgekocht door buitenlanders. 23 inwoners hebben niet de Franse nationaliteit. Daarnaast hebben vooral Britten of Nederlanders ook een vakantiestek in het dorp, zonder dat ze hun domicilie in Carves hebben.